# Friedenspreis des Deutschen Buchhandels

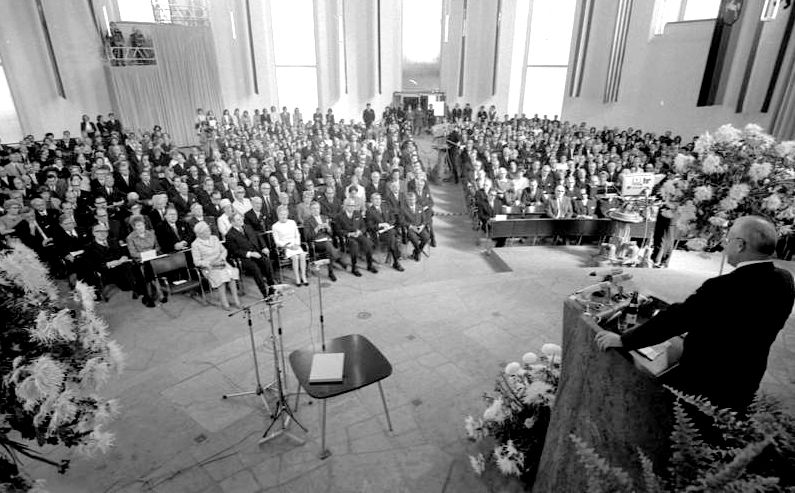
Verleihung des Friedenspreises des Deutschen Buchhandels an Gunnar und Alva Myrdal (1970)

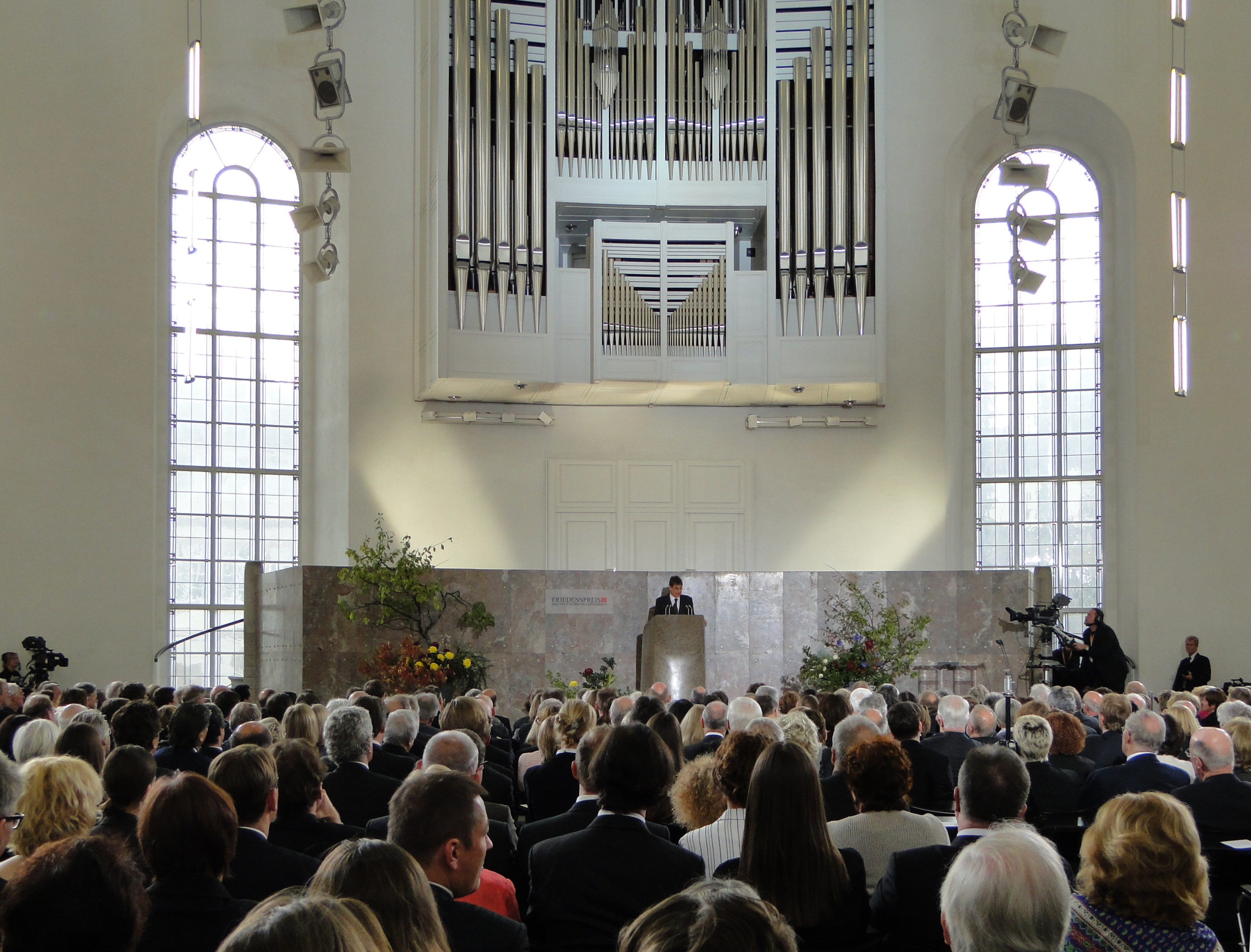
Claudio Magris, Preisträger 2009

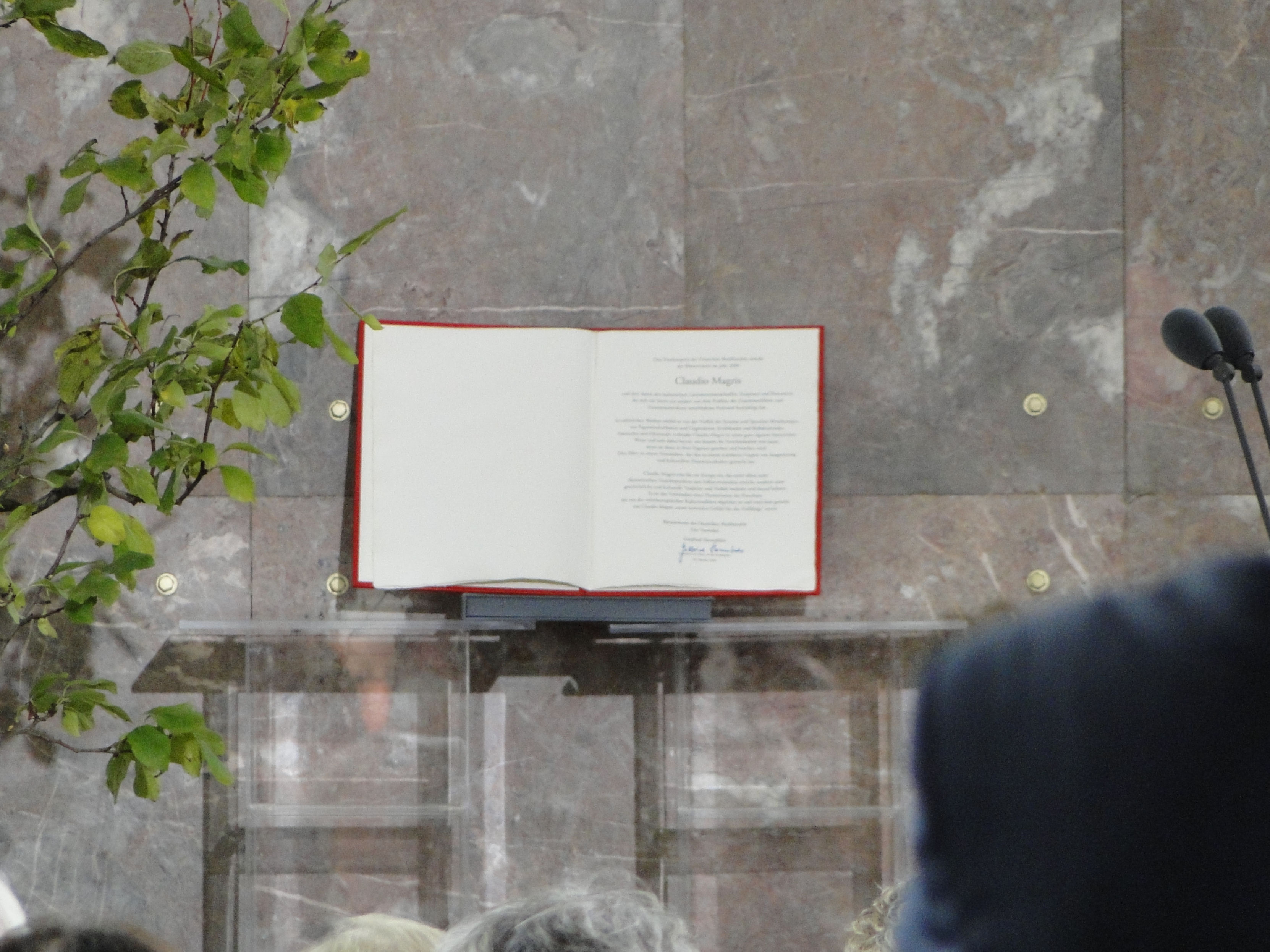
Preisurkunde für Claudio Magris 2009

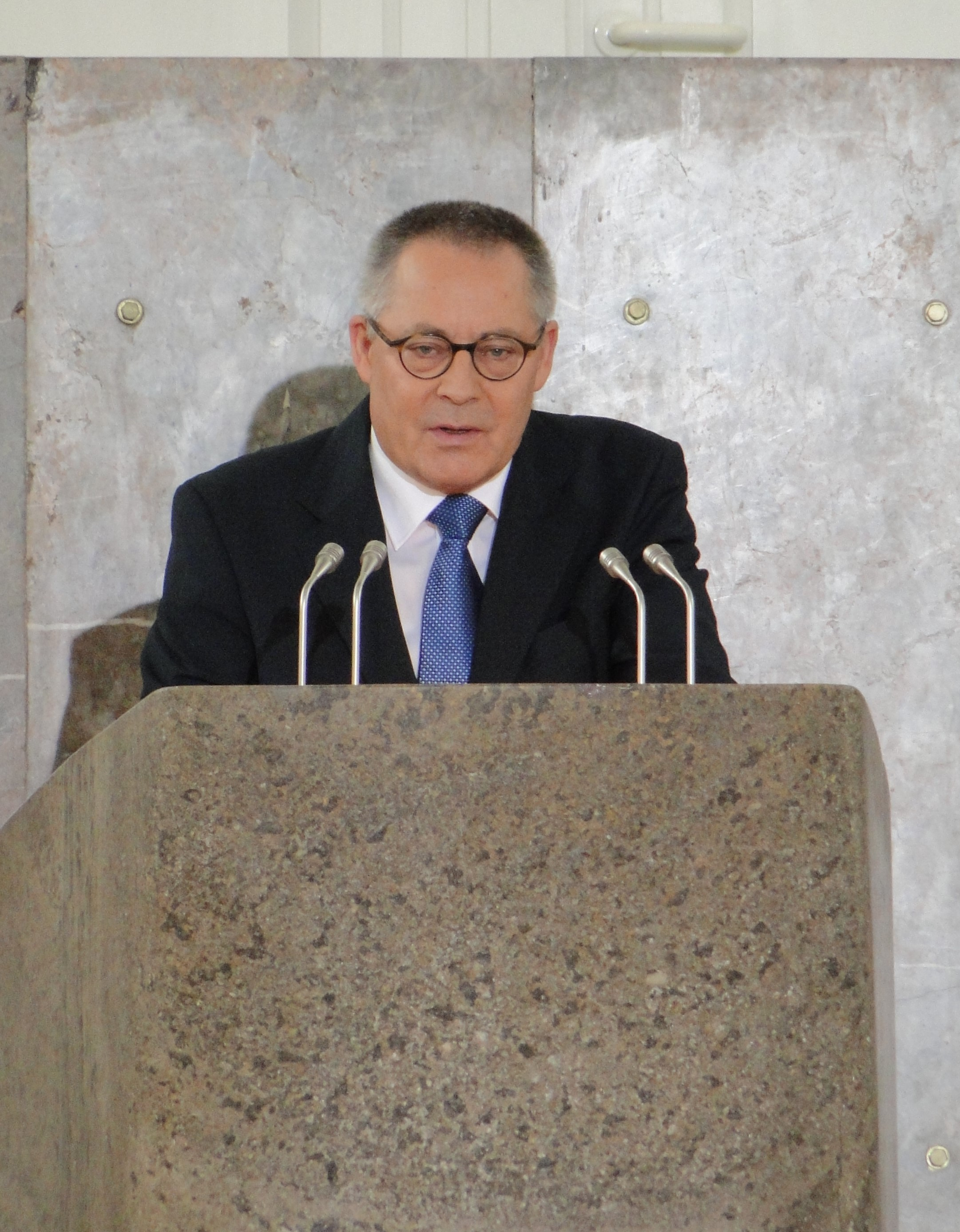
Karl Schlögel, Laudator 2009

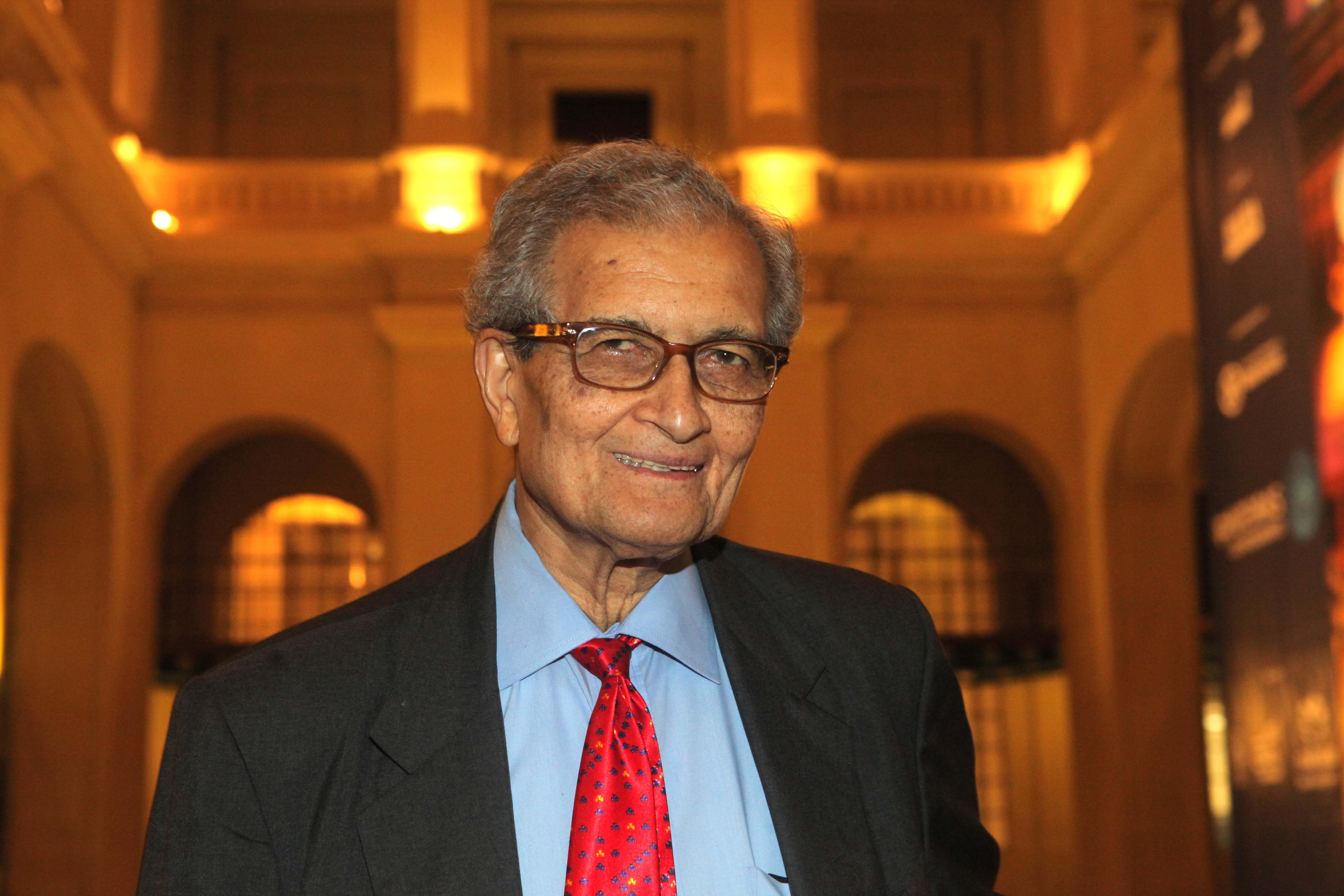
Amartya Sen, Preisträger 2020

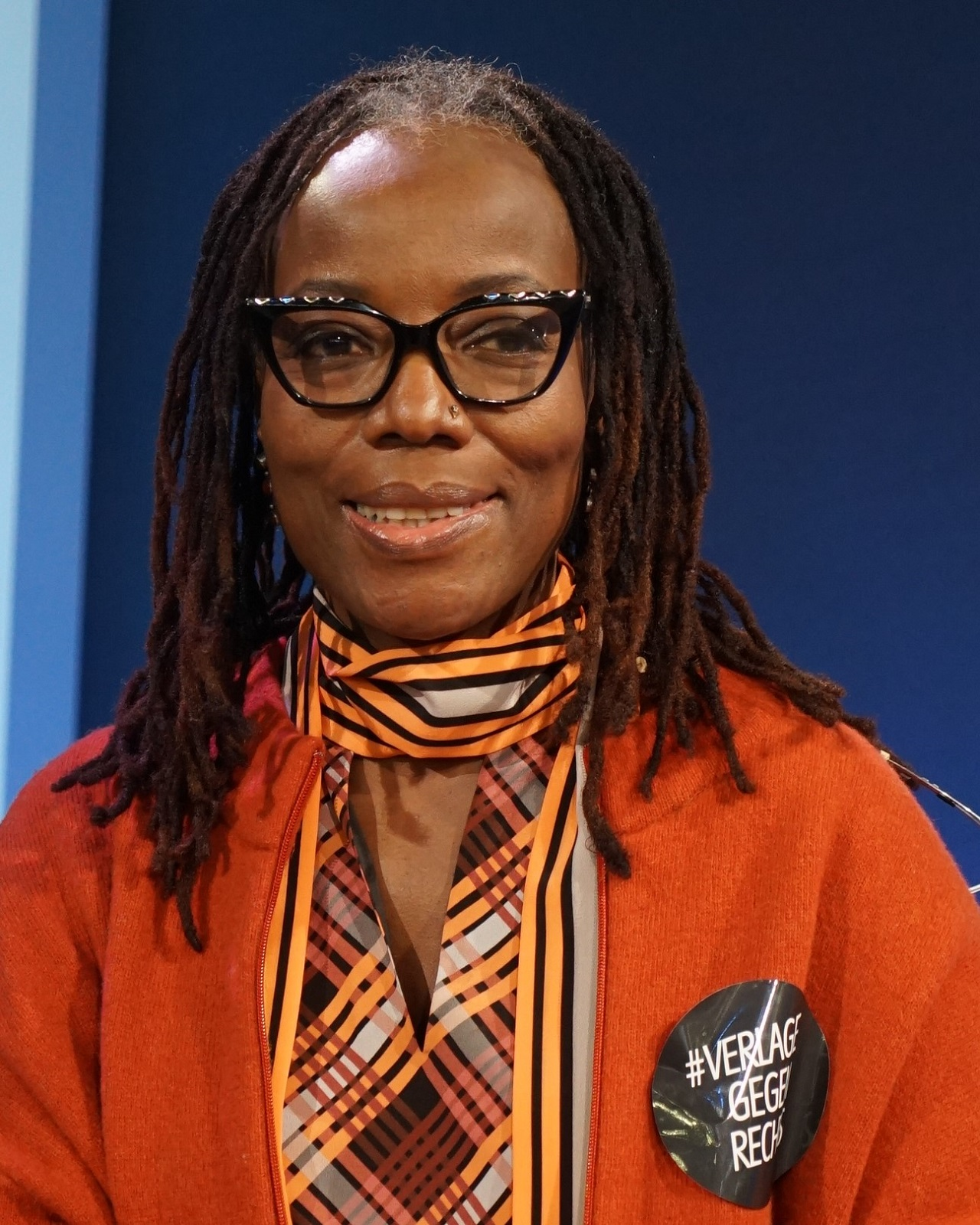
Tsitsi Dangarembga, Preisträgerin 2021

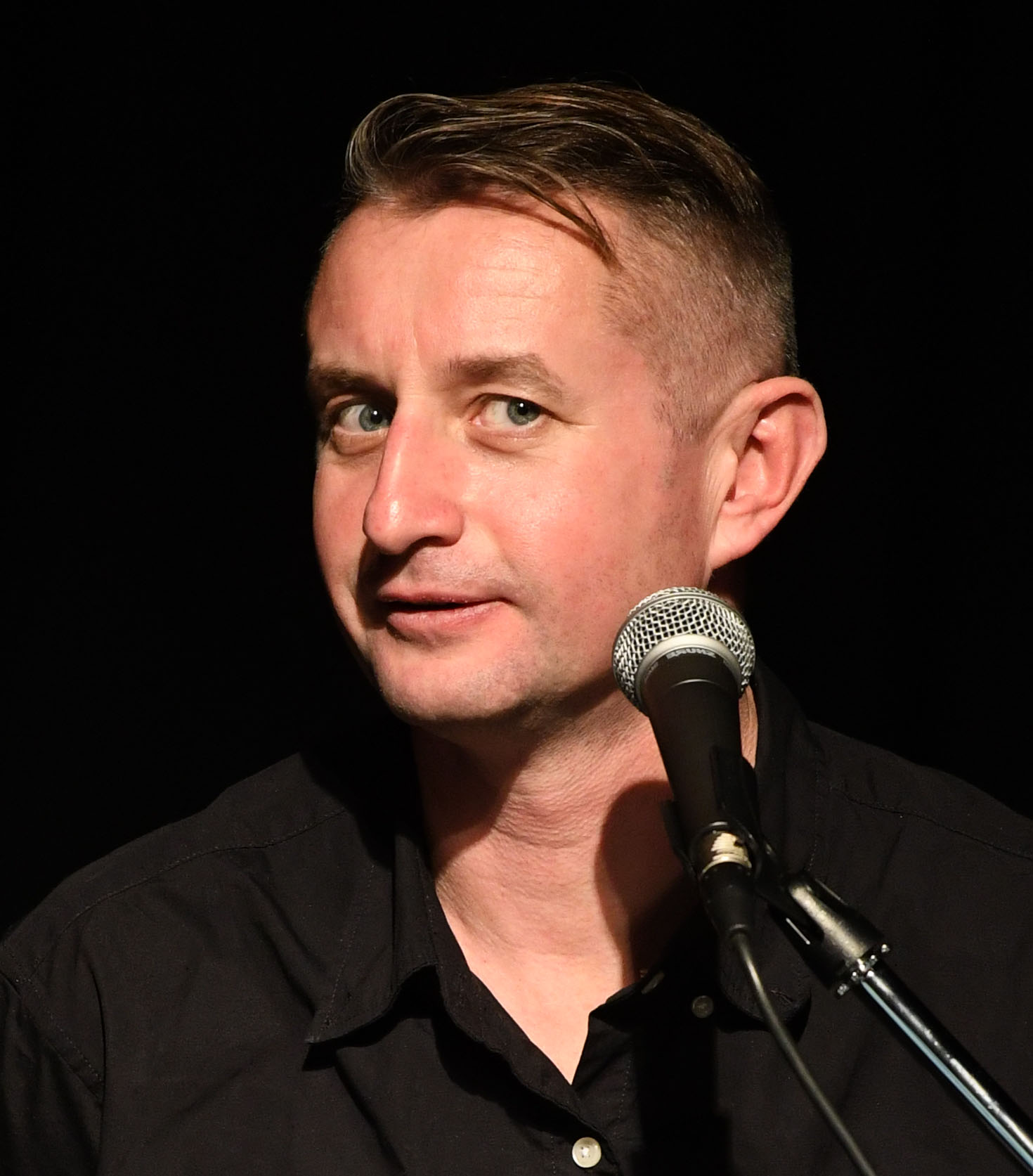
Serhij Schadan, Preisträger 2022

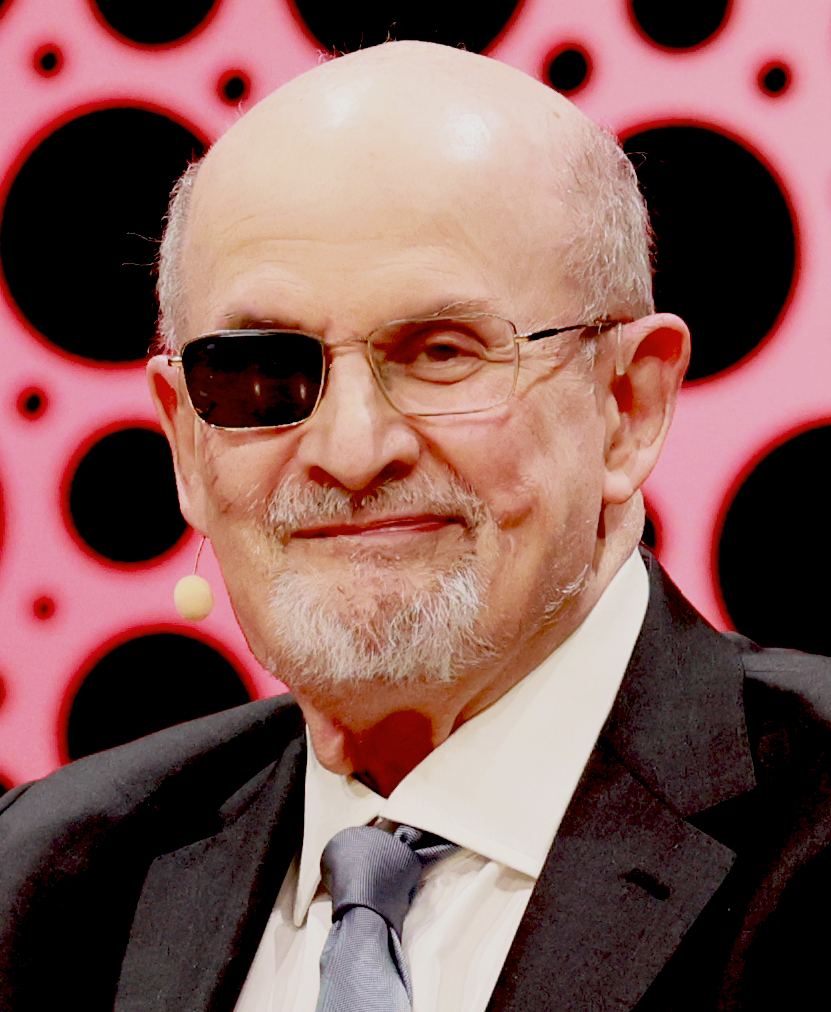
Salman Rushdie, Preisträger 2023

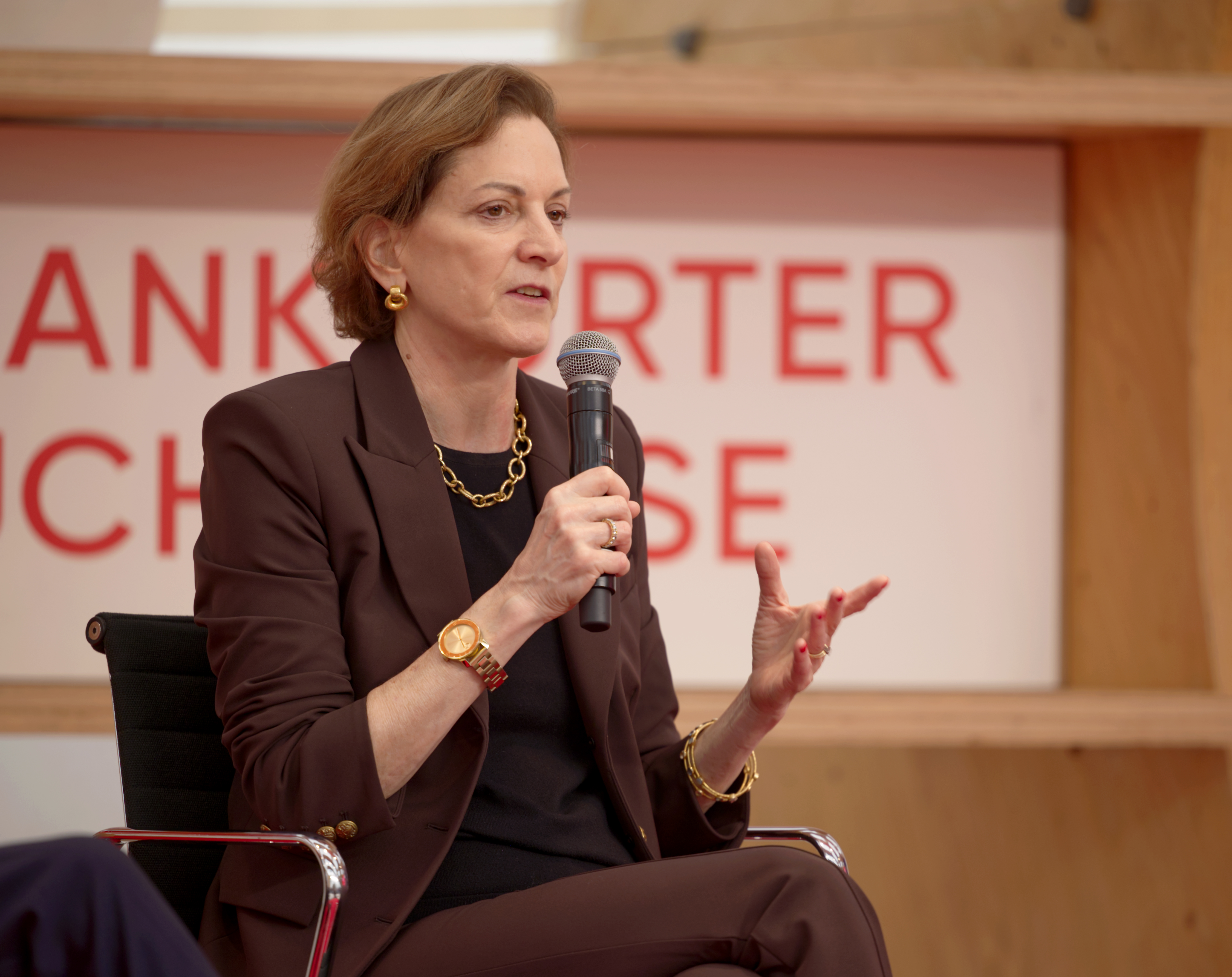
Anne Applebaum, Preisträgerin 2024

Der Friedenspreis des Deutschen Buchhandels ist eine internationale Auszeichnung, die der Börsenverein des Deutschen Buchhandels einmal im Jahr an eine Persönlichkeit vergibt, „die in hervorragendem Maße vornehmlich durch ihre Tätigkeit auf den Gebieten der Literatur, Wissenschaft und Kunst zur Verwirklichung des Friedensgedankens beigetragen hat.“
Die Verleihung des mit 25.000 Euro dotierten Friedenspreises findet jährlich anlässlich der Frankfurter Buchmesse in der Paulskirche in Frankfurt am Main statt. Die Ehrung im Rahmen der größten Buchmesse der Welt findet stets internationale Beachtung. Erster Preisträger war im Jahr 1950 der deutsch-norwegische Schriftsteller und Verleger Max Tau. Bei der bislang letzten Preisverleihung, am 20. Oktober 2024 wurde die US-amerikanisch-polnische Journalistin, Kolumnistin und Historikerin Anne Applebaum ausgezeichnet.
Der Friedenspreis geht auf die Initiative weniger Schriftsteller und Verleger im Jahr 1949 zurück und wurde zunächst als „Friedenspreis deutscher Verleger“ in Hamburg verliehen. Seit 1951 ist er eine Auszeichnung der gesamten Buchbranche. Im Jahr 1972 wurde er erstmals auch postum verliehen. Die Preisträger werden vom Stiftungsrat bestimmt, abgesehen von der ersten Verleihung 1950, als es noch keinen Stiftungsrat gab, sodass der Vorstand des Börsenvereins Max Tau als Preisträger auswählte. Vorschläge können von jedermann kommen, müssen aber hinreichend begründet und belegt sein.

## Stiftungsrat
Mitglieder des Stiftungsrats (Stand 3. Dezember 2023):
- Klaus Brinkbäumer (Mitteldeutscher Rundfunk, Leipzig)
- Raphael Gross (Präsident der Stiftung Deutsches Historisches Museum, Berlin)
- Moritz Helmstaedter (Direktor des Max-Planck-Instituts für Hirnforschung in Frankfurt am Main)
- Nadja Kneissler (Delius Klasing Verlag, Hamburg)
- Ethel Matala de Mazza (Humboldt-Universität zu Berlin)
- Bascha Mika (ehem. Frankfurter Rundschau)
- Mithu M. Sanyal (Schriftstellerin, Kulturwissenschaftlerin und Journalistin)
- Christine Schulz-Rother (Buchhändlerin, Berlin)
- Karin Schmidt-Friderichs (Verlag Hermann Schmidt, Mainz), seit 2020 Vorsteherin des Börsenvereins, Vorsitzende des Stiftungsrates.

## Preisträger
Der Preis wurde bislang 74-mal vergeben, darunter vierzehn mal an eine Frau (Stand: 2024).
| Jahr | Preisträger                                              | Laudator                                     | Titel der Dankesrede                                                 |
| ---- | -------------------------------------------------------- | -------------------------------------------- | -------------------------------------------------------------------- |
| 1950 | Max Tau                                                  | Adolf Grimme                                 | Die Friedensbücherei                                                 |
| 1951 | Albert Schweitzer                                        | Theodor Heuss                                | Dann dürfen wir hoffen                                               |
| 1952 | Romano Guardini                                          | Ernst Reuter                                 | Der Friede und der Dialog                                            |
| 1953 | Martin Buber                                             | Albrecht Goes                                | Das echte Gespräch oder Möglichkeit des Friedens                     |
| 1954 | Carl Jacob Burckhardt                                    | Theodor Heuss                                | Heimat                                                               |
| 1955 | Hermann Hesse                                            | Richard Benz                                 |                                                                      |
| 1956 | Reinhold Schneider                                       | Werner Bergengruen                           | Der Friede der Welt                                                  |
| 1957 | Thornton Wilder                                          | Carl Jacob Burckhardt                        | Kultur in einer Demokratie                                           |
| 1958 | Karl Jaspers                                             | Hannah Arendt                                | Wahrheit, Freiheit und Friede                                        |
| 1959 | Theodor Heuss                                            | Benno Reifenberg                             |                                                                      |
| 1960 | Victor Gollancz                                          | Heinrich Lübke                               |                                                                      |
| 1961 | Sarvepalli Radhakrishnan                                 | Ernst Benz                                   |                                                                      |
| 1962 | Paul Tillich                                             | Otto Dibelius                                | Grenzen                                                              |
| 1963 | Carl Friedrich von Weizsäcker                            | Georg Picht                                  | Bedingungen des Friedens                                             |
| 1964 | Gabriel Marcel                                           | Carlo Schmid                                 | Der Philosoph und der Friede                                         |
| 1965 | Nelly Sachs                                              | Werner Weber                                 |                                                                      |
| 1966 | Augustin Bea und Willem Adolf Visser ’t Hooft (zusammen) | Paul Mikat                                   |                                                                      |
| 1967 | Ernst Bloch                                              | Werner Maihofer                              | Widerstand und Friede                                                |
| 1968 | Léopold Sédar Senghor                                    | François Bondy                               | Die Versöhnung der Gegensätze                                        |
| 1969 | Alexander Mitscherlich                                   | Heinz Kohut                                  | Über Feindseligkeit und hergestellte Dummheit                        |
| 1970 | Alva Myrdal und Gunnar Myrdal (zusammen)                 | Karl Kaiser                                  |                                                                      |
| 1971 | Marion Gräfin Dönhoff                                    | Alfred Grosser                               | Zur Konvergenztheorie                                                |
| 1972 | Janusz Korczak (posthum)                                 | Hartmut von Hentig                           |                                                                      |
| 1973 | Club of Rome                                             | Nello Celio                                  |                                                                      |
| 1974 | Frère Roger                                              | keine Laudatio                               | keine Dankesrede                                                     |
| 1975 | Alfred Grosser                                           | Paul Frank                                   | Die Bundesrepublik, der internationale und der innere Friede         |
| 1976 | Max Frisch                                               | Hartmut von Hentig                           | Wir hoffen                                                           |
| 1977 | Leszek Kołakowski                                        | Gesine Schwan                                | Erziehung zum Haß, Erziehung zur Würde                               |
| 1978 | Astrid Lindgren                                          | Hans-Christian Kirsch und Gerold Ummo Becker | Niemals Gewalt!                                                      |
| 1979 | Yehudi Menuhin                                           | Pierre Bertaux                               | Was ist Friede?                                                      |
| 1980 | Ernesto Cardenal                                         | Johann Baptist Metz                          |                                                                      |
| 1981 | Lew Kopelew                                              | Marion Gräfin Dönhoff                        | Die Waffen des Wortes nie ruhen lassen                               |
| 1982 | George F. Kennan                                         | Carl Friedrich von Weizsäcker                | Warum denn nicht Friede?                                             |
| 1983 | Manès Sperber (erkrankt, von Alfred Grosser vertreten)   | Siegfried Lenz                               | Leben im Jahrhundert der Weltkriege                                  |
| 1984 | Octavio Paz                                              | Richard von Weizsäcker                       |                                                                      |
| 1985 | Teddy Kollek                                             | Manfred Rommel                               |                                                                      |
| 1986 | Władysław Bartoszewski                                   | Hans Maier                                   | Kein Frieden ohne Freiheit                                           |
| 1987 | Hans Jonas                                               | Robert Spaemann                              | Technik, Freiheit und Pflicht                                        |
| 1988 | Siegfried Lenz                                           | Yohanan Meroz                                | Am Rande des Friedens                                                |
| 1989 | Václav Havel                                             | André Glucksmann                             | Slovo o slovu – Ein Wort über das Wort                               |
| 1990 | Karl Dedecius                                            | Heinrich Olschowsky                          | Das Buch als Wille und Vorstellung                                   |
| 1991 | György Konrád                                            | Jorge Semprún                                | Sondermeinungen eines Urlaubers                                      |
| 1992 | Amos Oz                                                  | Siegfried Lenz                               | Friede und Liebe und Kompromiß                                       |
| 1993 | Friedrich Schorlemmer                                    | Richard von Weizsäcker                       | Den Frieden riskieren                                                |
| 1994 | Jorge Semprún                                            | Wolf Lepenies                                |                                                                      |
| 1995 | Annemarie Schimmel                                       | Roman Herzog                                 |                                                                      |
| 1996 | Mario Vargas Llosa                                       | Jorge Semprún                                | Dinosaurier in schwierigen Zeiten                                    |
| 1997 | Yaşar Kemal                                              | Günter Grass                                 |                                                                      |
| 1998 | Martin Walser                                            | Frank Schirrmacher                           | Erfahrungen beim Verfassen einer Sonntagsrede                        |
| 1999 | Fritz Stern                                              | Bronisław Geremek                            |                                                                      |
| 2000 | Assia Djebar                                             | Barbara Frischmuth                           | Frankfurter Rede                                                     |
| 2001 | Jürgen Habermas                                          | Jan Philipp Reemtsma                         | Glauben und Wissen                                                   |
| 2002 | Chinua Achebe                                            | Theodor Berchem                              | Literatur und Frieden                                                |
| 2003 | Susan Sontag                                             | Ivan Nagel                                   |                                                                      |
| 2004 | Péter Esterházy                                          | Michael Naumann                              |                                                                      |
| 2005 | Orhan Pamuk                                              | Joachim Sartorius                            |                                                                      |
| 2006 | Wolf Lepenies                                            | Andrei Pleșu                                 |                                                                      |
| 2007 | Saul Friedländer                                         | Wolfgang Frühwald                            |                                                                      |
| 2008 | Anselm Kiefer                                            | Werner Spies                                 |                                                                      |
| 2009 | Claudio Magris                                           | Karl Schlögel                                |                                                                      |
| 2010 | David Grossman                                           | Joachim Gauck                                | Nur Frieden wird Israel ein Zuhause und eine Zukunft geben.          |
| 2011 | Boualem Sansal                                           | Peter von Matt                               | Wer schreibt, trifft bereits eine Wahl.                              |
| 2012 | Liao Yiwu                                                | Felicitas von Lovenberg                      | Dieses Imperium muss auseinanderbrechen                              |
| 2013 | Swetlana Alexijewitsch                                   | Karl Schlögel                                | Warum bin ich in die Hölle hinabgestiegen?                           |
| 2014 | Jaron Lanier                                             | Martin Schulz                                | Der „High-Tech-Frieden“ braucht eine neue Art von Humanismus         |
| 2015 | Navid Kermani                                            | Norbert Miller                               | Über die Grenzen – Jacques Mourad und die Liebe in Syrien            |
| 2016 | Carolin Emcke                                            | Seyla Benhabib                               | Anfangen!                                                            |
| 2017 | Margaret Atwood                                          | Eva Menasse                                  | Geschichten in der Welt                                              |
| 2018 | Aleida Assmann und Jan Assmann                           | Hans Ulrich Gumbrecht                        | Wahr ist, was uns verbindet!                                         |
| 2019 | Sebastião Salgado                                        | Wim Wenders                                  | Meine Sprache ist das Licht.                                         |
| 2020 | Amartya Sen                                              | Burghart Klaußner                            | Bücher und Freiheit                                                  |
| 2021 | Tsitsi Dangarembga                                       | Auma Obama                                   | Für die, die sich im Wal befinden: Wir brauchen eine neue Aufklärung |
| 2022 | Serhij Schadan                                           | Sasha Marianna Salzmann                      | Lass es einen Text sein, aber nicht über den Krieg                   |
| 2023 | Salman Rushdie                                           | Daniel Kehlmann                              | Wäre der Frieden ein Preis                                           |
| 2024 | Anne Applebaum                                           | Irina Scherbakowa                            | Gegen den Pessimismus                                                |
| 2025 | Karl Schlögel                                            |                                              |                                                                      |